# La Puente, Tempoal
La Puente är en ort i Mexiko.   Den ligger i kommunen Tempoal och delstaten Veracruz, i den sydöstra delen av landet, 240 km norr om huvudstaden Mexico City. La Puente ligger 108 meter över havet och antalet invånare är 267.
Terrängen runt La Puente är platt. Runt La Puente är det ganska tätbefolkat, med 72 invånare per kvadratkilometer. Närmaste större samhälle är Tantoyuca, 17,2 km söder om La Puente. Omgivningarna runt La Puente är en mosaik av jordbruksmark och naturlig växtlighet.